# 洪长有
洪长有（1948年—），经名伊布拉欣，男，回族，吉林大安人，中华人民共和国伊斯兰教人物、政治人物，中国共产党党员，曾任中国伊斯兰教协会副会长兼秘书长。

## 生平
毕业于吉林大学。2008年，当选第十一届全国政协委员，代表宗教界，分入第五十一组。并担任民族和宗教委员会专委。2013年，被选为全国人大代表。